# Eumunida gordonae
Eumunida gordonae is een tienpotigensoort uit de familie van de Eumunididae. De wetenschappelijke naam van de soort is voor het eerst geldig gepubliceerd in 1976 door Baba.